# ルガンスク人民共和国人民評議会
ルガンスク人民共和国人民評議会（ロシア語: Народный Совет Луганской Народной Республики Narodnyj Soviet Luganskoj Narodnoj Respubliki、英語: People's Council of the Luhansk People's Republic）は、ロシア連邦ルガンスク人民共和国の立法府。人民ソビエト（Народный Совет Narodnyj Soviet）とも呼ばれる。

## 概要
2014年5月18日制定のルガンスク人民共和国暫定基本法（憲法）によって成立した。当初はルガンスク人民共和国最高評議会（Верховный Совет Луганской Народной Республики）と名乗っていたが、同年9月24日の改正によって現在の名称へと改称された。また2018年9月6日の改正によって議員の任期が4年から5年へと延長された。
2014年11月2日の議会選挙で「ルガンスク地方の平和のため」「ルガンスク経済連合」「ルガンスク人民同盟」の3党が政党として届けられた。選挙では分離主義の包括政党である「ルガンスク地方の平和のため」が35議席を獲得し、政府首長も同党のイーゴリ・プロトニツキーが選出された。復興政策を重視する「ルガンスク経済連合」は15議席、ルガンスク人民同盟や無党派は議席を獲得できなかった。
2018年11月11日の議会選挙では「ルガンスク地方の平和のため」が37議席、「ルガンスク経済連合」が13議席を獲得した。

### 政党
| 政党名 | 政党名                                      | 議席数 | 政治的思想         |
| ------ | ------------------------------------------- | ------ | ------------------ |
|        | ルガンスク地方の平和のため Mir Luganshchine | 37     | 分離主義、包括政党 |
|        | ルガンスク経済連合 LES                      | 13     | 分離主義、自由主義 |